# Ведущий

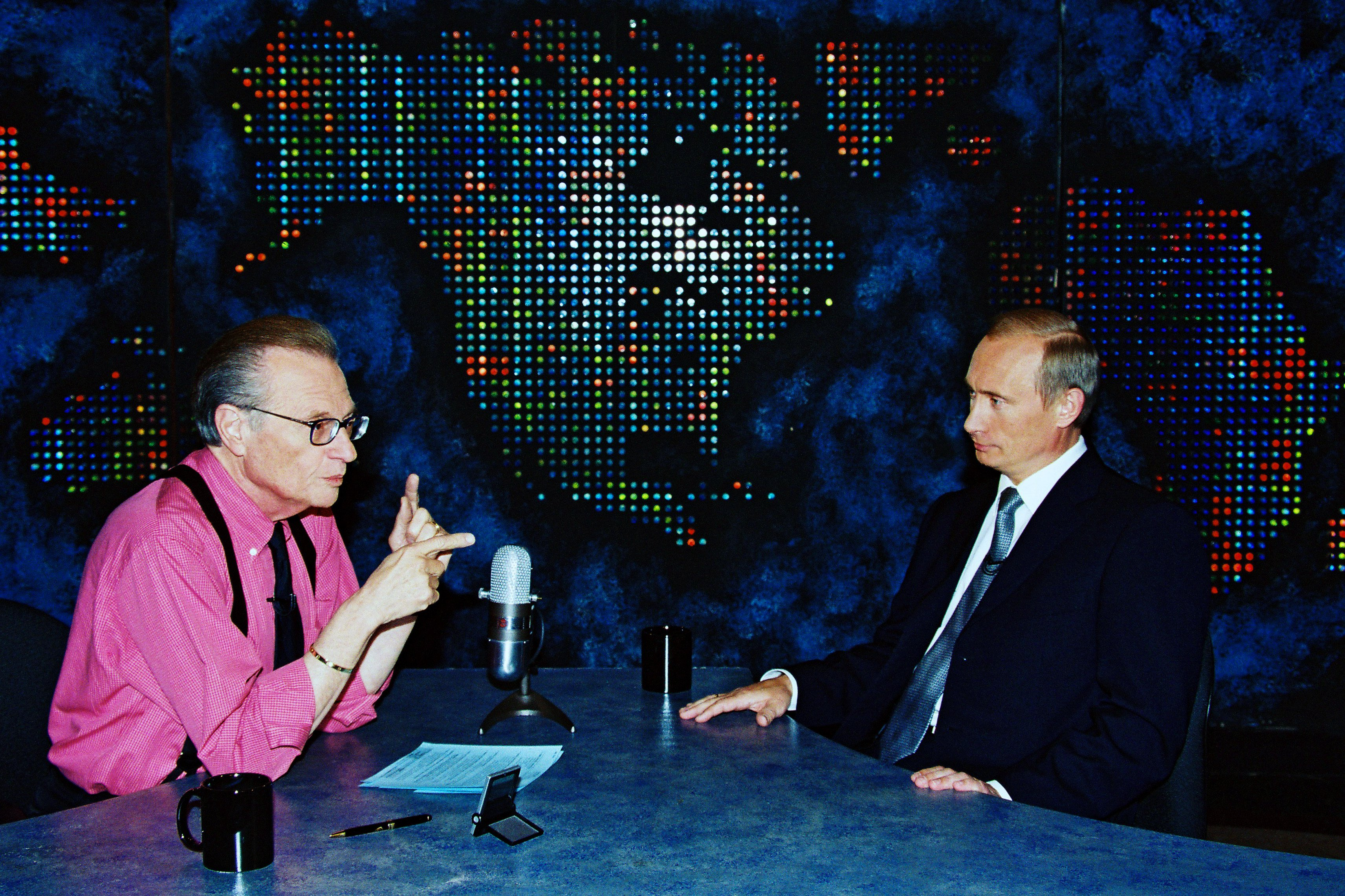
Ларри Кинг и Владимир Путин в эфире «Larry King Live»

Веду́щий, веду́щая — человек, сотрудник СМИ (необязательно штатный), который работает в кадре (телевидение) или эфире (радио), персонифицируя подаваемую информацию.
Одно из шести амплуа тележурналиста; остальные пять: репортёр, интервьюер, комментатор, обозреватель, шоумен. Ключевое значение в этой профессии имеет опыт (практика), а не теоретическая подготовка. Для телеведущих существенным параметром является внешность. Для ведущих радиопередач — дикция. Для ведущих разговорного представления — сочетание двух указанных качеств.

## Особенности
Ведущий не просто знакомит зрителя с новостями и другой информацией, но и акцентирует внимание на существенных деталях, интонирует. Ролевое поведение формирует ту или иную экранную манеру. В советский период Политбюро ЦК КПСС принимало постановление о степени задушевности интонаций диктора.
Общение с телевизионной и радио-аудиторией не подразумевает собеседничества: информировать не значит разговаривать.

Композиционное построение информационной программы представляет «сплошную» соединительную ткань, сообразную текстово-сюжетной передаче сообщений, и требует от ведущего умения перейти от внешней выразительности в реакциях и движениях к пониманию коллизий различных событийных контекстов, создавая особый ритм характерного внимания, диалогированных форм обращений, подводок.— «Имидж радиоведущего и его влияние на аудиторию» Альметова Э.Р.
Эта профессия по критерию престижности занимает самую верхнюю позицию в телевизионной табели о рангах, считается высшей в профессиональной иерархии.
Отмечая 10-летний юбилей программы «Взгляд» журнал «Огонёк» позиционировал ведущих как «народных героев»:

Кто помнит, сколько их было — ведущих «Взгляда», появлявшихся в самой свободной студии «Останкино» по пятницам? Листьев, Любимов, Захаров, Политковский, Мукусев. Кто ещё — Ломакин, Додолев, Боровик… Кого-то забыли? Немудрено — да простят нас за это «взглядовцы». Они стали народными героями, олицетворявшими перемены внутри страны, так же, как символом перестройки за границей был Горбачёв. Потому что вместе с ними, смелея от пятницы к пятнице, мы учились говорить не кухонным шепотом, а вслух: ввод войск в Афганистан — агрессия, в СССР всё-таки есть секс, у капитализма тоже бывает человеческое лицо, рок-н-ролл жив, ГУЛАГ — чистой воды геноцид собственного народа, «железный занавес» — ограничение прав человека (и такие, оказывается, есть!), Чернобыль не авария, а трагедия, кремлёвский паёк в эпоху талонов на продукты — грех… Но когда мы вместе прошли почти весь демократический букварь и научились громко говорить, было уже почти всё равно, кто говорит с нами из студии «Взгляда». За что всем, кто когда-либо делал это, большое человеческое спасибо.

Телеведущими становятся известные публицисты и писатели, т. н. «мастера пера» (например, Дмитрий Быков или Лев Новожёнов). Дмитрий Дибров начинал путь в журналистику как корреспондент газеты.

### Плюсы и минусы профессии
Плюсы:
- Общение с социально-значимыми персонажами;
- Возможность самому обрести статус социально-значимого;
- Высокие гонорары (у известных ведущих).

Минусы:
- Отказ от приватности и пристальное внимание поклонников;
- Необходимость всегда быть в рабочей форме;
- Серьёзные психологические нагрузки.

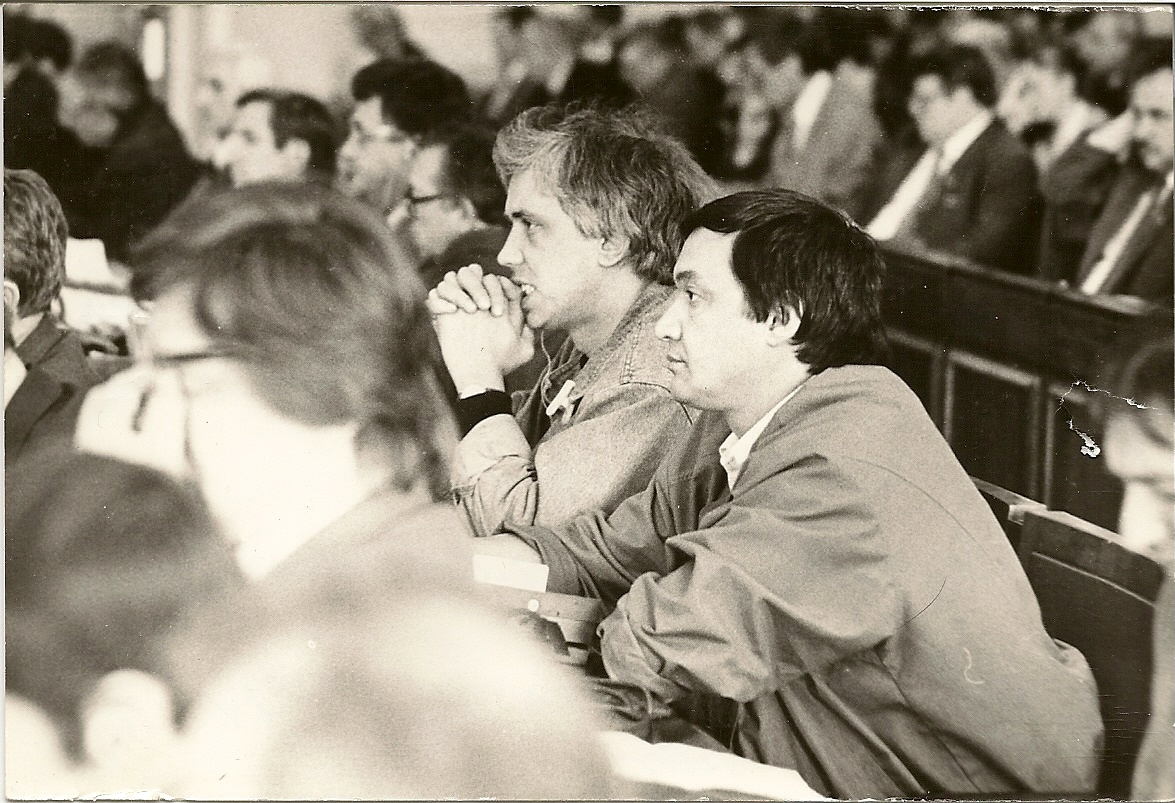
Политковский и Мукусев

Иногда эксперты разделяют ведущих на т. н. «честных» и «фраеров» (говоря об имидже, а не мировоззрении); Наталья Влащенко писала:
… главным признаком «честных» всегда была однозначность целей и незамысловатость способов их достижения (отсюда и горячность во взоре, и нарочито-пролетарские манеры). У выпендривающихся фраеров по части идей, мировоззрения, а также исповедуемой эстетики все было значительно сложнее. С одной стороны они как бы примыкали, с другой — как бы туманно намекали, что, дескать, «умный поймет, дурак не заметит». Кто не помнит «честных» Политковского и Мукусева в одной упряжке с фраерствующими (и тщательно замазывающими грех буржуазности и эстетства) Дмитрием Захаровым, Александром Любимовым и Евгением Додолевым во всенародно любимом «Взгляде»?
Николай Гульбинский писал:
Ни одна профессия не деформирует человеческий облик столь быстро, столь кардинально и столь необратимо, как ремесло телеведущего… То, что происходит с вполне вроде бы нормальным человеком буквально через несколько месяцев после регулярного появления на «голубом экране», не поддается разумному осмыслению. Откуда только берутся в таких объёмах высокомерно-презрительное отношение к окружающим, зацикленность на «себе любимом», хамство, всезнайство и абсолютная категоричность

## Галерея

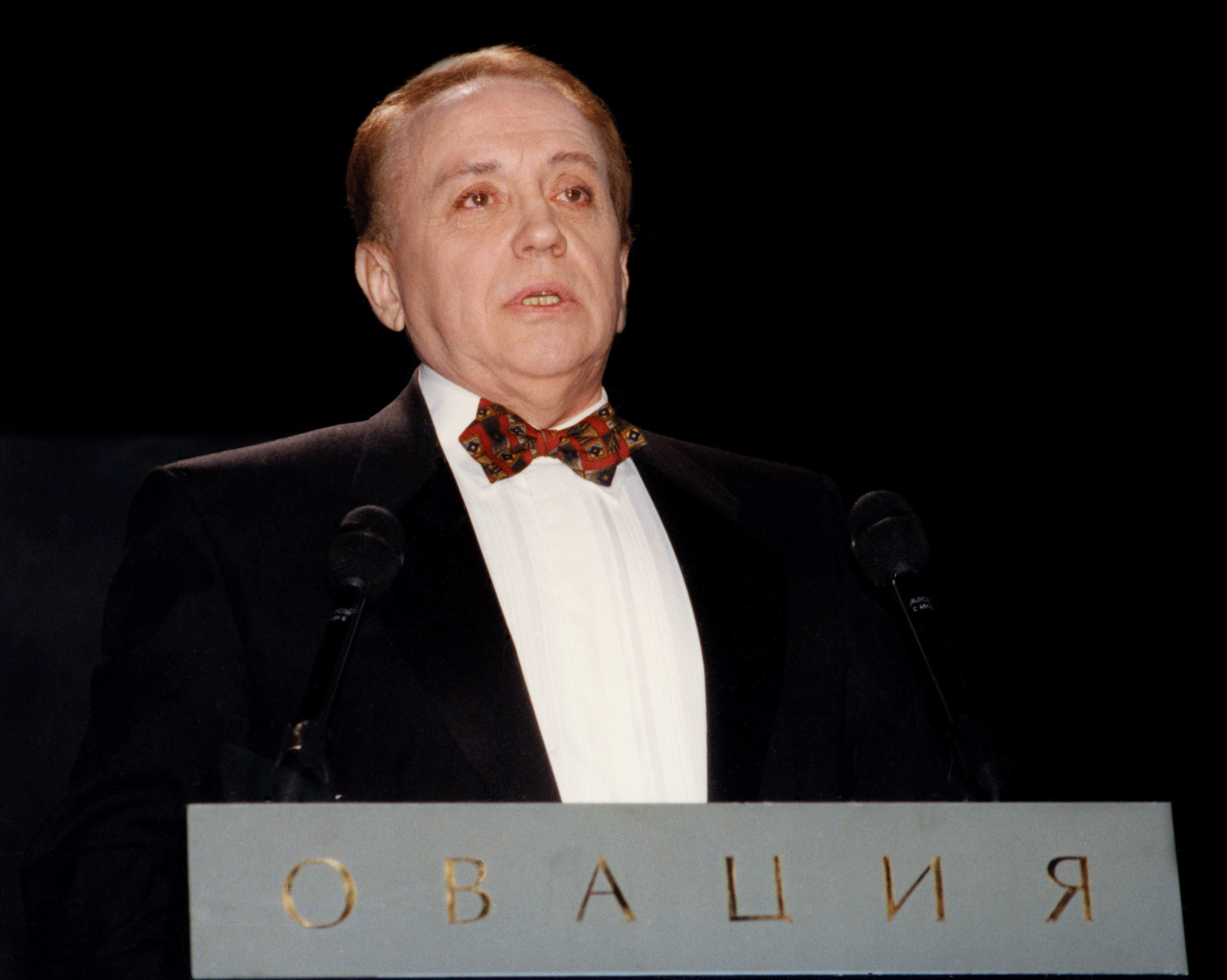
Александр Масляков
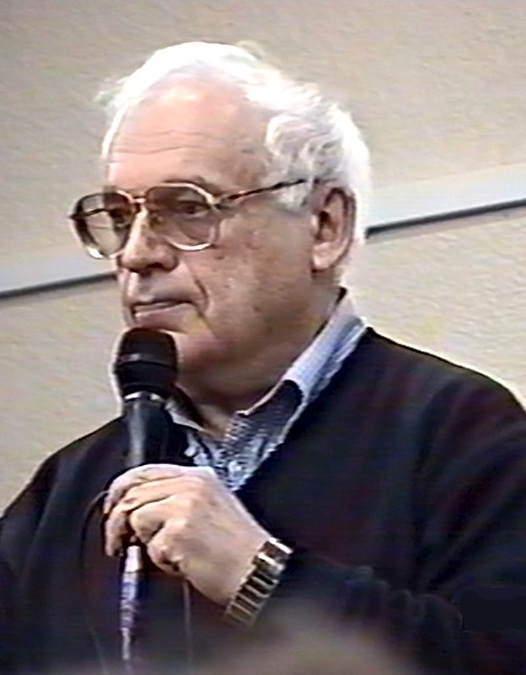
Владимир Ворошилов
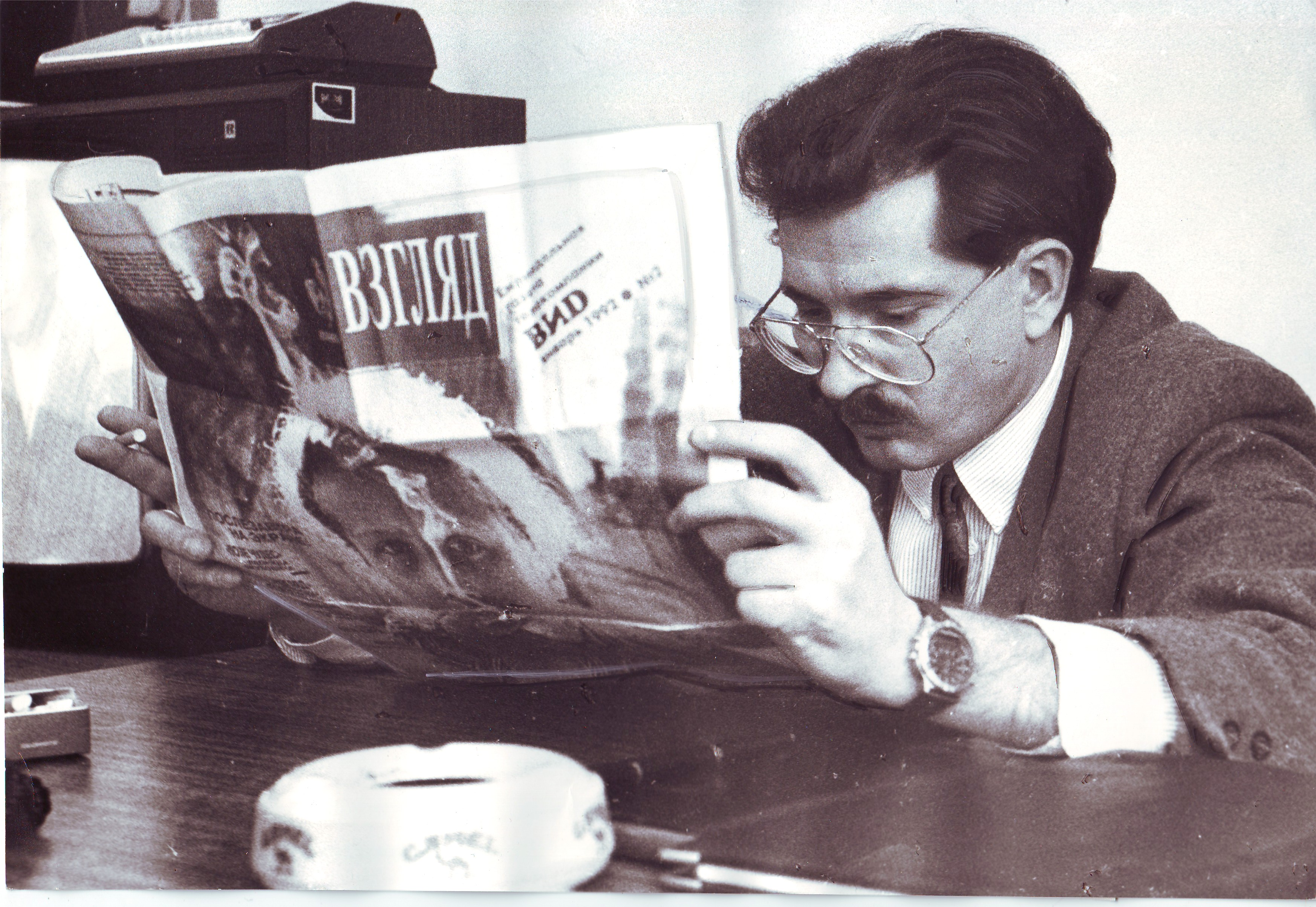
Владислав Листьев
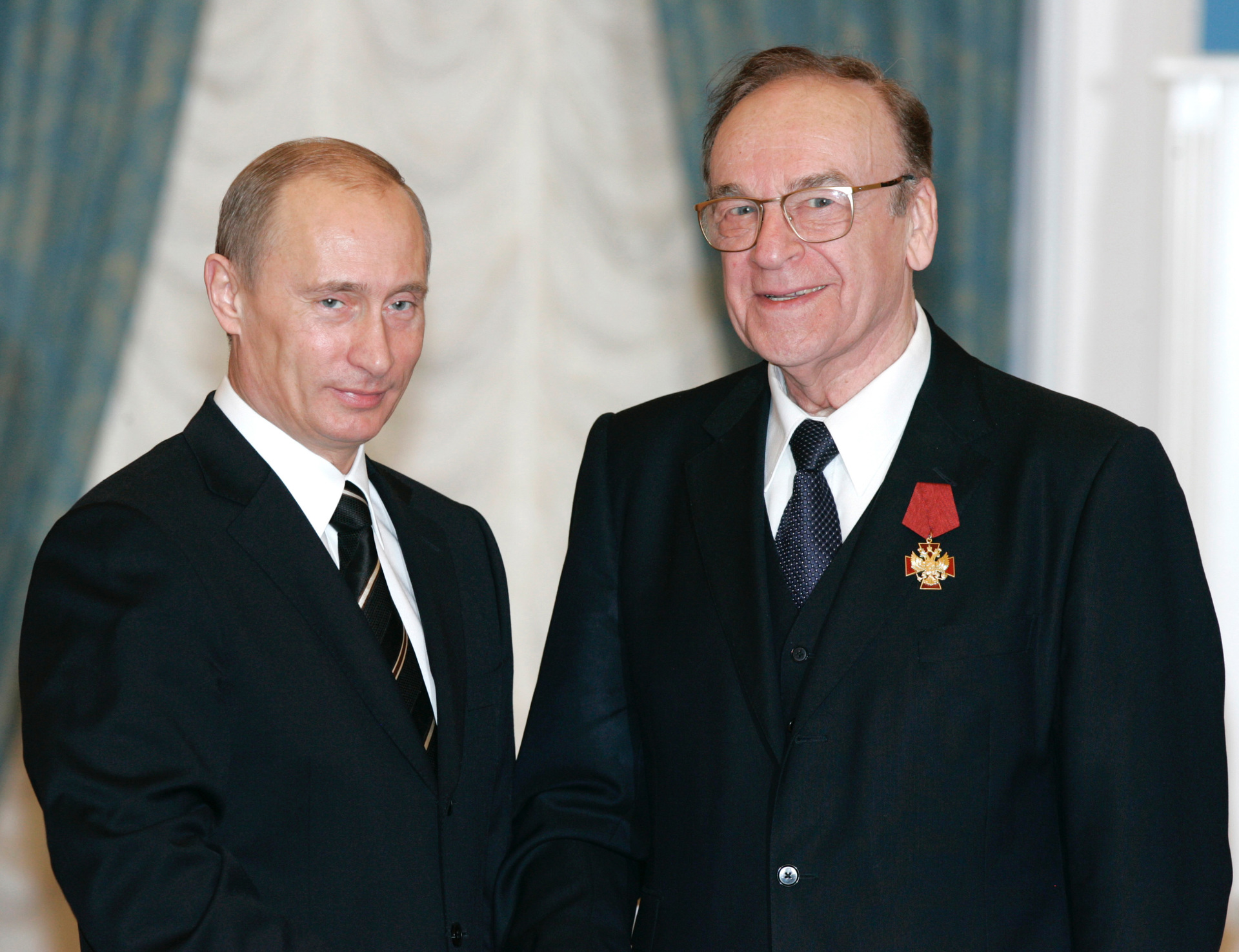
Игорь Кириллов
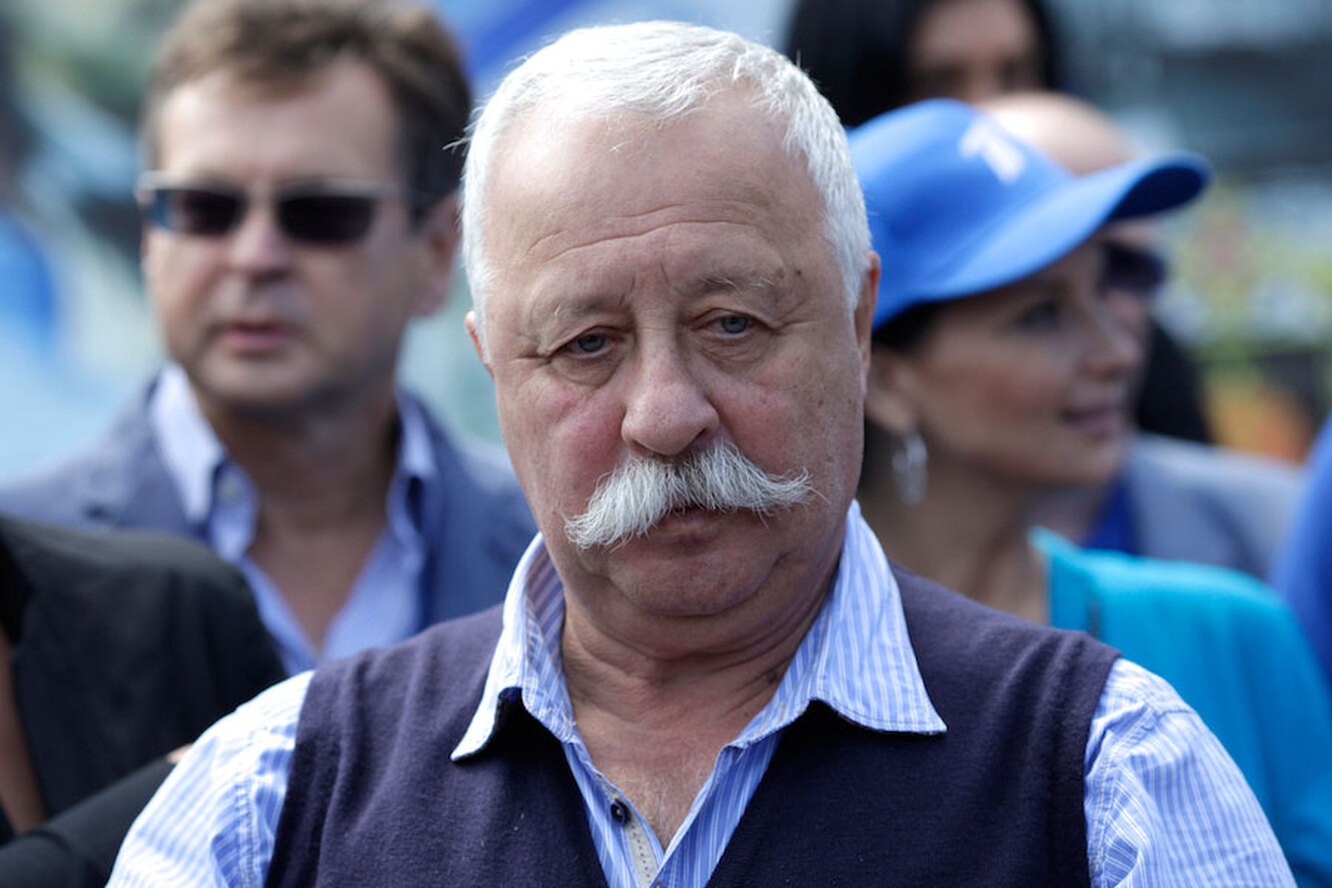
Леонид Якубович
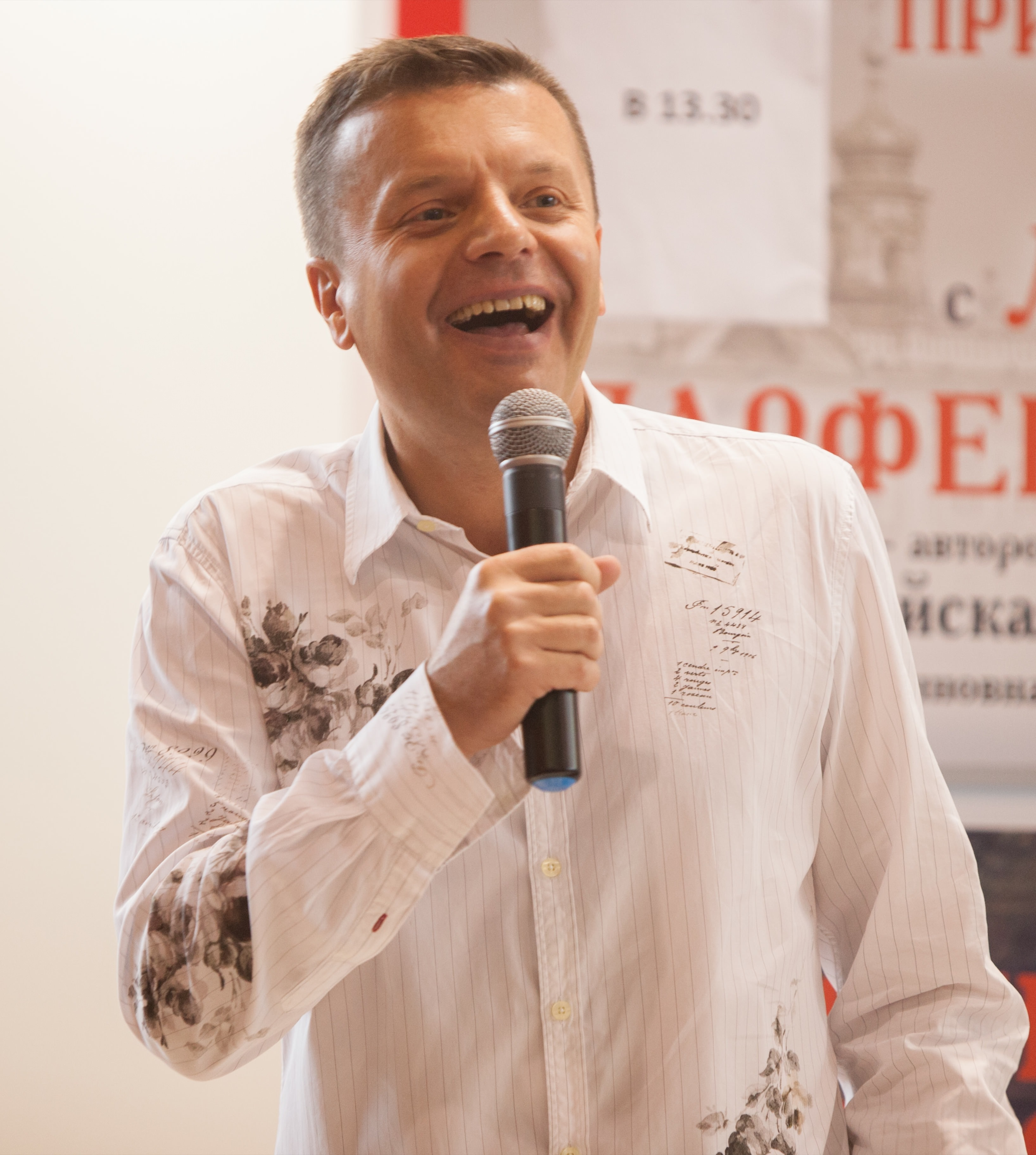
Леонид Парфёнов
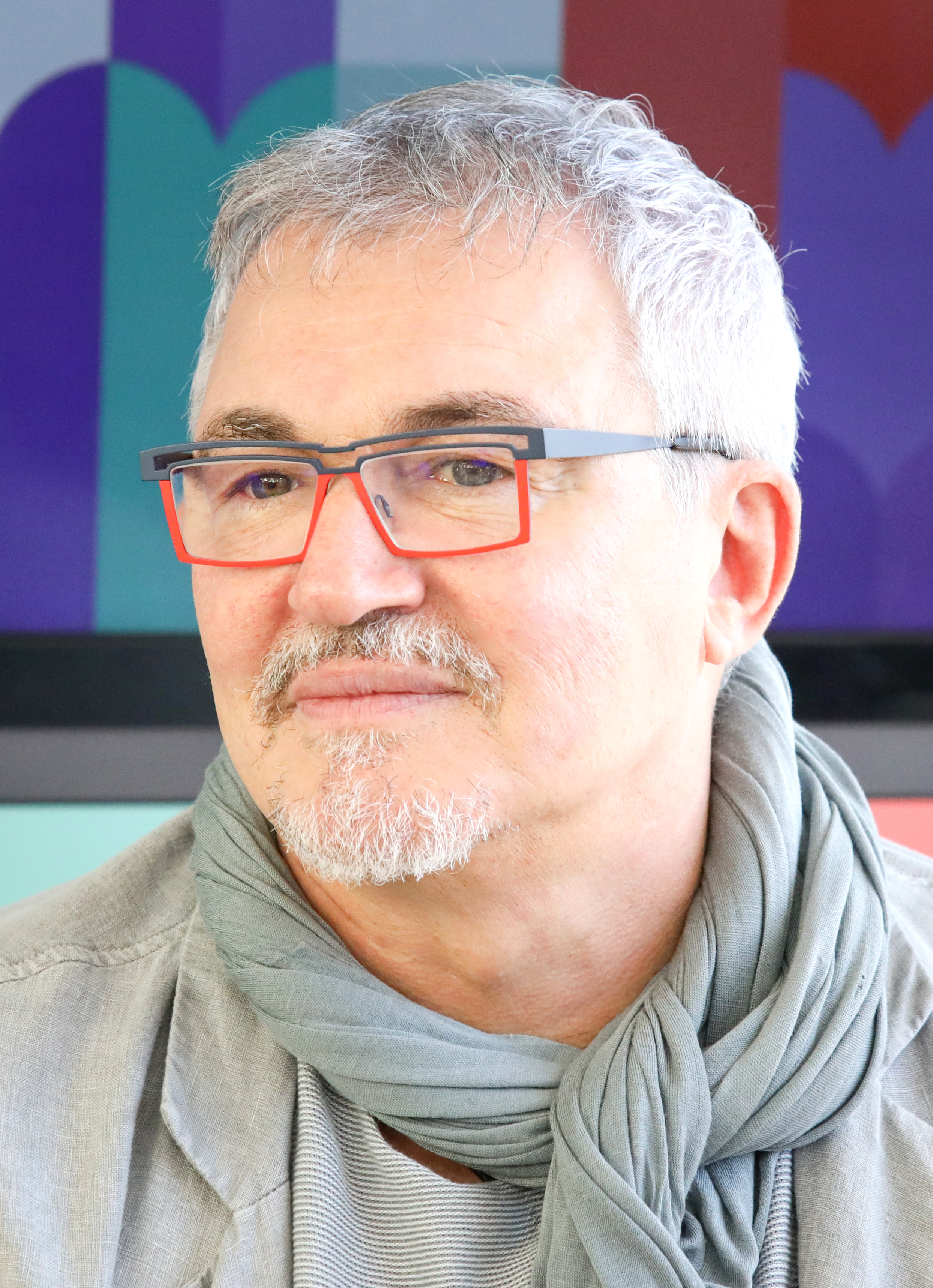
Дмитрий Дибров
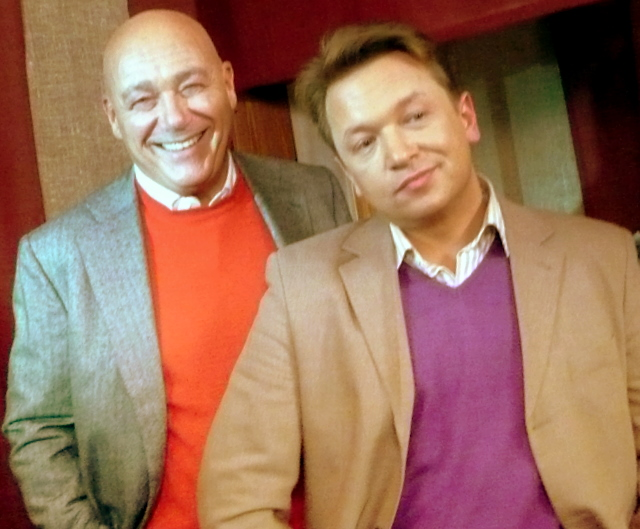
Владимир Познер и Владимир Глазунов
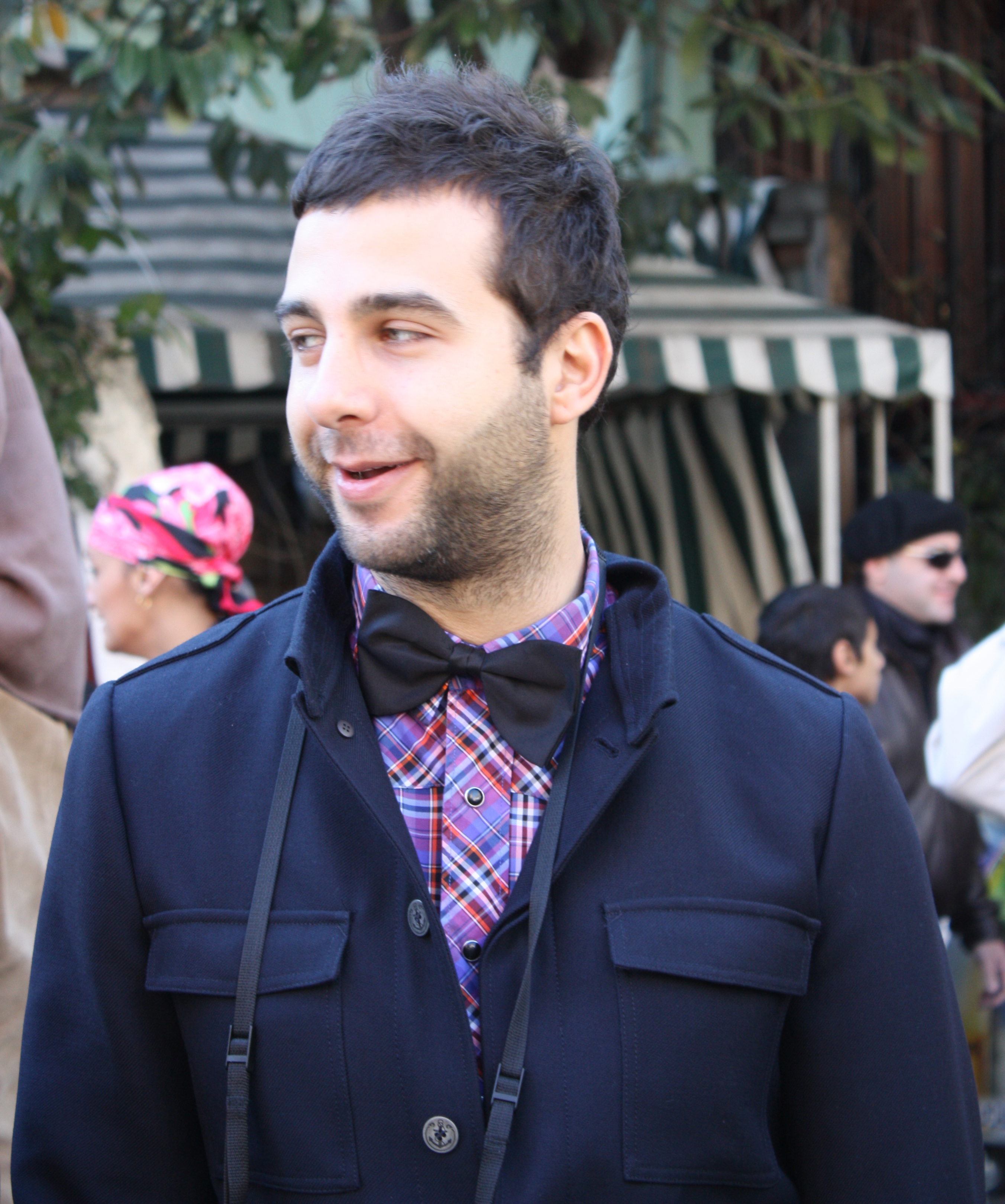
Иван Ургант